# Scranton (Dakota del Nord)
Scranton és una població dels Estats Units a l'estat de Dakota del Nord. Segons el cens del 2000 tenia 304 habitants.

## Demografia
Segons el cens del 2000, Scranton tenia 304 habitants, 125 habitatges, i 86 famílies. La densitat de població era de 133,4 hab./km².
Dels 125 habitatges en un 31,2% hi vivien nens de menys de 18 anys, en un 65,6% hi vivien parelles casades, en un 1,6% dones solteres, i en un 30,4% no eren unitats familiars. En el 28% dels habitatges hi vivien persones soles el 14,4% de les quals corresponia a persones de 65 anys o més que vivien soles. El nombre mitjà de persones vivint en cada habitatge era de 2,43 i el nombre mitjà de persones que vivien en cada família era de 2,99.
Per edats la població es repartia de la següent manera: un 26% tenia menys de 18 anys, un 3,9% entre 18 i 24, un 24% entre 25 i 44, un 28,3% de 45 a 60 i un 17,8% 65 anys o més.
L'edat mediana era de 43 anys. Per cada 100 dones de 18 o més anys hi havia 102,7 homes.
La renda mediana per habitatge era de 32.500 $ i la renda mediana per família de 41.667 $. Els homes tenien una renda mediana de 27.500 $ mentre que les dones 16.458 $. La renda per capita de la població era de 16.283 $. Entorn del 5,1% de les famílies i el 5,8% de la població estaven per davall del llindar de pobresa.

## Poblacions més properes
El següent diagrama mostra les poblacions més properes.